# Bullets or Ballots
Bullets or Ballots (bra: Balas ou Votos; prt: Guerra ao Crime) é um filme estadunidense de 1936, do gênero drama criminal, dirigido por William Keighley, e estrelado por Edward G. Robinson, Joan Blondell, Barton MacLane, Humphrey Bogart e Frank McHugh. Robinson interpreta um detetive da polícia que se infiltra em uma gangue criminosa. Este é o primeiro de vários filmes em que Robinson e Bogart contracenaram juntos.
O personagem de Robinson, Johnny Blake, foi baseado em Johnny Broderick, um detetive de Nova Iorque.

## Sinopse
O detetive Johnny Blake (Edward G. Robinson) é um policial de Nova Iorque que construiu sua reputação reprimindo inúmeros criminosos. Quando Blake é expulso da força policial, um poderoso chefe do crime chamado Al Kruger (Barton MacLane) o contrata na tentativa de obter novas ideias sobre como contornar a lei e expandir seu império criminoso. Três banqueiros muito poderosos que só são conhecidos pelo chefe do crime lideram a máfia. Blake logo ganha a confiança de Kruger e começa a subir na hierarquia da organização criminosa, para desgosto de Nick "Bugs" Fenner (Humphrey Bogart), que acredita que Blake seja um informante da polícia.
Para compensar uma redução na receita da máfia, Blake sugere a Kruger que eles analisem o esquema de números, atualmente administrado em pequena escala pela namorada de Blake, Lee Morgan (Joan Blondell). Kruger segue a proposta de Blake, e o fluxo de dinheiro da máfia se torna tão grande que o líder do tráfico ignora os outros esquemas. Na realidade, Blake está cooperando com o capitão Dan McLaren (Joe King) para aprisionar os líderes da facção. Com as informações de Blake, a polícia se envolve em uma série de ataques nas operações do sindicato do crime. Fenner, descontente com o foco dos esquemas, mata Kruger na tentativa de assumir a liderança da máfia. Mas Blake já recebeu o título de chefe pelos líderes, e assume o controle, reunindo-se com os três banqueiros desconhecidos.

## Elenco
Na ordem dos créditos:
- Edward G. Robinson como Detetive Johnny Blake
- Joan Blondell como Lee Morgan
- Barton MacLane como Al Kruger
- Humphrey Bogart como Nick "Bugs" Fenner
- Frank McHugh como Herman McCloskey
- Joseph King como Capitão Dan "Mac" McLaren
- Richard Purcell como Ed Driscoll
- Henry Kolker como Sr. Hollister
- George E. Stone como Wires Kagel
- Joseph Crehan como Porta-voz do Juiz
- Henry O'Neill como Ward Bryant
- Herbert Rawlinson como Sr. Caldwell
- Louise Beavers como Nellie LaFleur
- Gilbert Emery como Sr. Thorndyke
- Norman Willis como Louie Vinci

## Recepção
Escrevendo para o The Spectator em 1936, Graham Greene descreveu o filme como "um bom filme de gângsteres da segunda classe", além de elogiar Robinson por ter dado "um desempenho confiável".

## Adaptação para a rádio
Em 17 de abril de 1939, o filme foi apresentado em uma transmissão de uma hora do Lux Radio Theatre. Edward G. Robinson e Humphrey Bogart reprisaram seus papéis, com Mary Astor coestrelando.